# Сулейманоглу, Хафиз
Хафиз Сулейманоглу (Сулейманов, тур. Hafız Süleymanoğlu, азерб. Hafiz Dilavər oğlu Süleymanov; род. 23 января 1967, Сумгаит) — советский азербайджанский, затем турецкий тяжелоатлет, чемпион мира и трёхкратный чемпион Европы. Старший брат тяжелоатлетов Эльхана и Зульфугара Сулеймановых, борцов Айдына и Гадира Сулеймановых.

## Биография
Тяжёлой атлетикой начал заниматься в родном Сумгаите, защищая цвета местного клуба «Полад». В 1985 году стал чемпионом СССР среди молодёжи, в 1986 году был призван в армию, где продолжил занятия тяжёлой атлетикой, но уже выступая за ЦСКА.
В 1989 году на мировом первенстве в Афинах Хафиз Сулейманов завоевал золотую медаль в весовой категории до 56 кг. По сумме двух упражнений он поднял 287,5 кг и на 2,5 кг обошёл бронзового призёра Олимпиады в Сеуле китайца Лю Шоубиня. Помимо большой золотой медали Сулейманов завоевал малое «золото» в толчке. Поскольку в рамках чемпионата мира проводился ещё и чемпионат Европы, то помимо мирового первенства Сулейманов ещё выиграл и звание чемпиона Европы.

В ходе чемпионата Хафиз Сулейманов вместе со своим массажистом и тренером Виталием Стабровым покинули расположение сборной и обратились в турецкое посольство за политическим убежищем. Агентство ЮПИ приводило слова сотрудника турецкого посольства, что: 
Сулейманов — выходец из Советского Азербайджана и является по национальности турком.
В 1990 году Сулейманов переехал в Турцию, сменил спортивное гражданство и стал выступать под турецким флагом под именем Хафиз Сулейманоглу.
На чемпионате мира 1990 года в Будапеште Сулейманоглу имел хорошие шансы защитить чемпионское звание, выиграл малую золотую медаль в рывке, но во втором упражнении сломал руку и вынужден был сняться с соревнований, оставшись без медали. После восстановление в 1991 году завоевал золотую медаль чемпионата Европы, который проходил в Польше, опередив бывшего соотечественника Виктора Синяка.
В 1992 году вошёл в состав сборной Турции для участия в Олимпиаде. Интересным фактом является то, что из шести турецких тяжелоатлетов трое носили фамилию Сулейманоглу. Помимо Хафиза сборную представляли братья Наим и Мухаррем Сулейманоглу, которые были болгарами, а до смены спортивного гражданства также носили фамилию Сулейманов. Выступление Хафиза в весовой категории до 54 килограммов оказалось провальным. Он не смог взять начальный вес (127,5 кг) в рывке и завершил соревнования, получив нулевую оценку.
В 1993 и 1994 годах дважды становился вице-чемпионом мира в весовой категории до 59 кг, оба раза уступив болгарскому спортсмену Николаю Пешалову.
В 1996 году на своей второй Олимпиаде Сулейманоглу был четвёртым после рывка (135 кг, уступая 2,5 кг лидерам), но в толчке с атлетом повторилась ситуация четырёхлетней давности: он вновь не смог взять начальный заявленный вес и остался неклассифицированым. 
В 1997 году завоевал «золото» чемпионата Европы, выступая в весовой категории до 64 кг.
В 1999 году после ряда неудачных выступлений завершил спортивную карьеру, в 2003 году предпринимал попытку возвращения в большой спорт, но на европейском первенстве стал только шестым.
В январе 2015 года был назначен помощником главного тренера сборной Азербайджана по тяжёлой атлетике, тренировал женскую и юношеские сборные.